# Bolometrische correctie

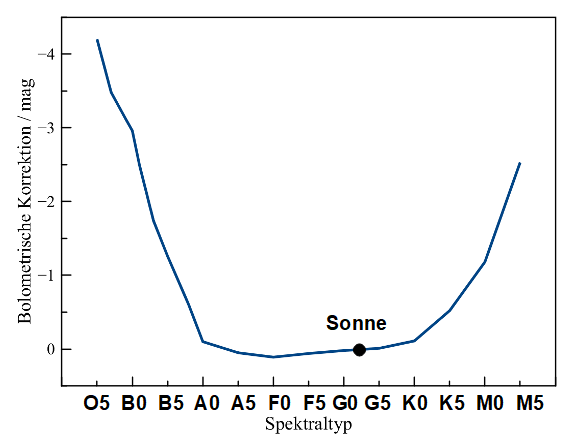
De bolometrische correctie als functie van spectraalklasse

De bolometrische correctie van een ster is een correctie die wordt toegepast op de absolute visuele magnitude om de  bolometrische magnitude te bepalen, die rekening houdt met de bolometrische lichtkracht, en niet alleen met de lichtkracht in het visuele golflengtegebied. De bolometrische correctie is een functie van de effectieve temperatuur van de ster.
Omdat een grotere helderheid met een kleinere getalwaarde van de magnitude overeenstemt is de getalwaarde van de bolometrische magnitude kleiner dan die van de visuele. Hoe groter het aandeel straling op niet-visuele golflengten, hoe groter het verschil tussen bolometrische en visuele magnitude:
{\displaystyle BC\,=\,M_{bol}-M_{vis}}
De bolometrische correctie is steeds een negatief getal.
Opmerking: soms worden bolometrische correcties positief genomen, in dat geval moet bovenstaande formule aangepast worden door de twee magnitudes van plaats te wisselen.
Voor zeer hete sterren is de bolometrische correctie zeer groot omdat het grootste deel van de straling wordt uitgezonden in het ultraviolet en deze straling zit niet vervat in de visuele magnitude. Ook voor koele sterren is de bolometrische correctie groot, nu omdat een groot deel van de straling in het infrarood wordt uitgezonden. Voor sterren zoals de zon is de correctie marginaal.
De bolometrische correctie wordt bepaald door de effectieve temperatuur van de ster, en varieert daarnaast nog lichtjes naargelang de ster een hoofdreeksster, een reus of een superreus is.
Onderstaande tabel werd overgenomen van de Engelstalige Wikipedia en is een deel van een tabel van Kaler (p. 263). Dit werk (zie externe link onderaan) bevat de volledige tabel.
| Klasse | Hoofdreeks | Reus  | Superreus |
| ------ | ---------- | ----- | --------- |
| O3     | −4,3       | −4,2  | −4,0      |
| G0     | −0,10      | −0,13 | −0,1      |
| G5     | −0,14      | −0,34 | −0,20     |
| K0     | −0,24      | −0,42 | −0,38     |
| K5     | −0,66      | −1,19 | −1,00     |
| M0     | −1,21      | −1,28 | −1,3      |